# Benjamin Raue (Rechtswissenschaftler)
Benjamin Raue (* 1982 in Soest) ist ein deutscher Rechtswissenschaftler und Hochschullehrer an der Universität Trier.

## Leben
Nach dem Abitur am Taunusgymnasium in Königstein im Taunus 2001 und dem Zivildienst begann Raue 2002 ein Studium der Rechtswissenschaften an der Bucerius Law School, das er 2007 mit dem Ersten Juristischen Staatsexamen beendete. Von 2007 bis 2009 arbeitete er als wissenschaftlicher Mitarbeiter von Haimo Schack an der Universität Kiel. Dem schloss Raue sein Referendariat am Hanseatischen Oberlandesgericht Hamburg an, das er 2011 mit dem Zweiten Staatsexamen beendete. Bereits 2010 war er bei Schack in Kiel mit summa cum laude zum Dr. iur. promoviert worden.
Von 2011 bis 2012 arbeitete Raue als Rechtsanwalt in Hamburg. Anschließend kehrte er als wissenschaftlicher Assistent von Schack, später von Joachim Jickeli, an die Universität Kiel zurück, um sich seiner Habilitation zu widmen. Diese schloss er 2015 ab und erhielt die Venia legendi für die Fächer Bürgerliches Recht, Urheberrecht und gewerblicher Rechtsschutz, Wirtschaftsrecht, IPR und Rechtsvergleichung. Es folgte die Vertretung des Lehrstuhls von Thomas Dreier am Karlsruher Institut für Technologie 2015/16. Seit August 2016 hat Raue die Professur für Zivilrecht, insbesondere Recht der Informationsgesellschaft und des Geistigen Eigentums an der Universität Trier inne. Er ist damit der erste Absolvent der Bucerius Law School, der eine Professur erlangt hat.

## Schriften (Auswahl)
- Nachahmungsfreiheit nach Ablauf des Immaterialgüterrechtsschutzes? Vandenhoeck & Ruprecht, Göttingen 2010, ISBN 978-3-89971-592-7 (Dissertation).
- mit Haimo Schack und Florian Jotzo: Das Geistige Eigentum in 50 Leitentscheidungen. Mohr Siebeck, Tübingen 2012, ISBN 978-3-16-151802-7.
- Die dreifache Schadensberechnung. Eine Untersuchung zum deutschen und europäischen Immaterialgüter-, Lauterkeits- und Bürgerlichen Recht. Nomos, Baden-Baden 2016, ISBN 978-3-8487-3251-7 (Habilitationsschrift).